# 粗粒小麥粉

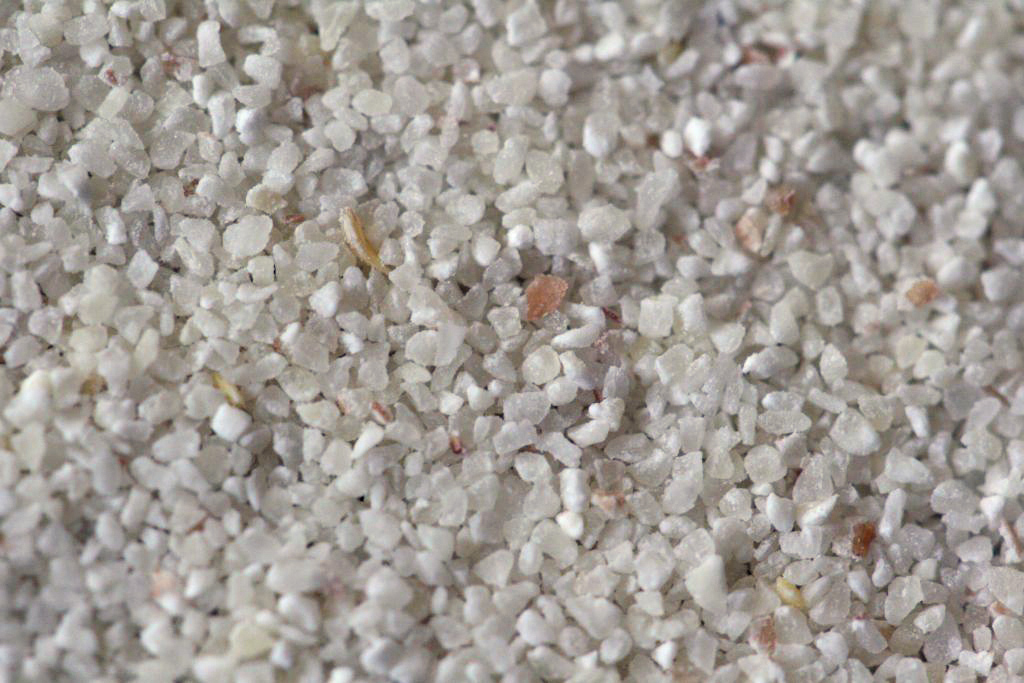
粗粒小麥粉

粗粒小麥粉（義大利語：Semolino）是小麥粉的一種，以杜蘭小麥磨制而成，顆粒比較粗，色水帶少許黃，常用於做意大利麪、庫斯庫斯和谷类早餐等食品。